# Vaas
Vaas és un municipi francès situat al departament del Sarthe i a la regió de País del Loira. L'any 2007 tenia 1.647 habitants.

## Demografia

### Població
El 2007 la població de fet de Vaas era de 1.647 persones. Hi havia 691 famílies de les quals 212 eren unipersonals (102 homes vivint sols i 110 dones vivint soles), 244 parelles sense fills, 207 parelles amb fills i 28 famílies monoparentals amb fills.
Habitants censats

### Habitatges
El 2007 hi havia 947 habitatges, 710 eren l'habitatge principal de la família, 158 eren segones residències i 79 estaven desocupats. 847 eren cases i 18 eren apartaments. Dels 710 habitatges principals, 503 estaven ocupats pels seus propietaris, 190 estaven llogats i ocupats pels llogaters i 17 estaven cedits a títol gratuït; 34 tenien una cambra, 44 en tenien dues, 129 en tenien tres, 218 en tenien quatre i 285 en tenien cinc o més. 539 habitatges disposaven pel capbaix d'una plaça de pàrquing. A 324 habitatges hi havia un automòbil i a 261 n'hi havia dos o més.

### Piràmide de població (2009)[Cal actualitzar]
| Homes | Edats   | Dones |
| ----- | ------- | ----- |
| 0     | 95 o +  | 0     |
| 0     | 90 a 94 | 12    |
| 28    | 85 a 89 | 16    |
| 4     | 80 a 84 | 36    |
| 52    | 75 a 79 | 52    |
| 44    | 70 a 74 | 48    |
| 48    | 65 a 69 | 64    |
| 48    | 60 a 64 | 52    |
| 24    | 55 a 59 | 32    |
| 44    | 50 a 54 | 32    |
| 56    | 45 a 49 | 56    |
| 32    | 40 a 44 | 52    |
| 72    | 35 a 39 | 52    |
| 44    | 30 a 34 | 60    |
| 40    | 25 a 29 | 20    |
| 28    | 20 a 24 | 36    |
| 44    | 15 a 19 | 64    |
| 44    | 10 a 14 | 64    |
| 44    | 5 a 9   | 48    |
| 32    | 0 a 4   | 36    |

## Economia
El 2007 la població en edat de treballar era de 908 persones, 676 eren actives i 232 eren inactives. De les 676 persones actives 605 estaven ocupades (335 homes i 270 dones) i 70 estaven aturades (29 homes i 41 dones). De les 232 persones inactives 91 estaven jubilades, 65 estaven estudiant i 76 estaven classificades com a «altres inactius».

### Ingressos
El 2009 a Vaas hi havia 702 unitats fiscals que integraven 1.611 persones, la mediana anual d'ingressos fiscals per persona era de 15.250 €.

### Activitats econòmiques
Dels 60 establiments que hi havia el 2007, 3 eren d'empreses alimentàries, 1 d'una empresa de fabricació de material elèctric, 4 d'empreses de fabricació d'altres productes industrials, 14 d'empreses de construcció, 14 d'empreses de comerç i reparació d'automòbils, 1 d'una empresa de transport, 7 d'empreses d'hostatgeria i restauració, 2 d'empreses financeres, 6 d'empreses de serveis, 2 d'entitats de l'administració pública i 6 d'empreses classificades com a «altres activitats de serveis».
Dels 21 establiments de servei als particulars que hi havia el 2009, 1 era una oficina de correu, 1 una oficina bancària, 1 funerària, 2 tallers de reparació d'automòbils i de material agrícola, 2 paletes, 2 guixaires pintors, 4 fusteries, 1 lampisteria, 3 electricistes, 2 perruqueries i 2 restaurants.
Dels 8 establiments comercials que hi havia el 2009, 1 era una botiga de menys de 120 m², 2 fleques, 2 carnisseries, 1 una botiga de roba, 1 un drogueria i 1 una floristeria.
L'any 2000 a Vaas hi havia 46 explotacions agrícoles que ocupaven un total de 1.701 hectàrees.

## Equipaments sanitaris i escolars
El 2009 hi havia una farmàcia i una ambulància, una escola maternal i una escola elemental.

## Poblacions més properes
El següent diagrama mostra les poblacions més properes.